# Henri Eyebe Ayissi

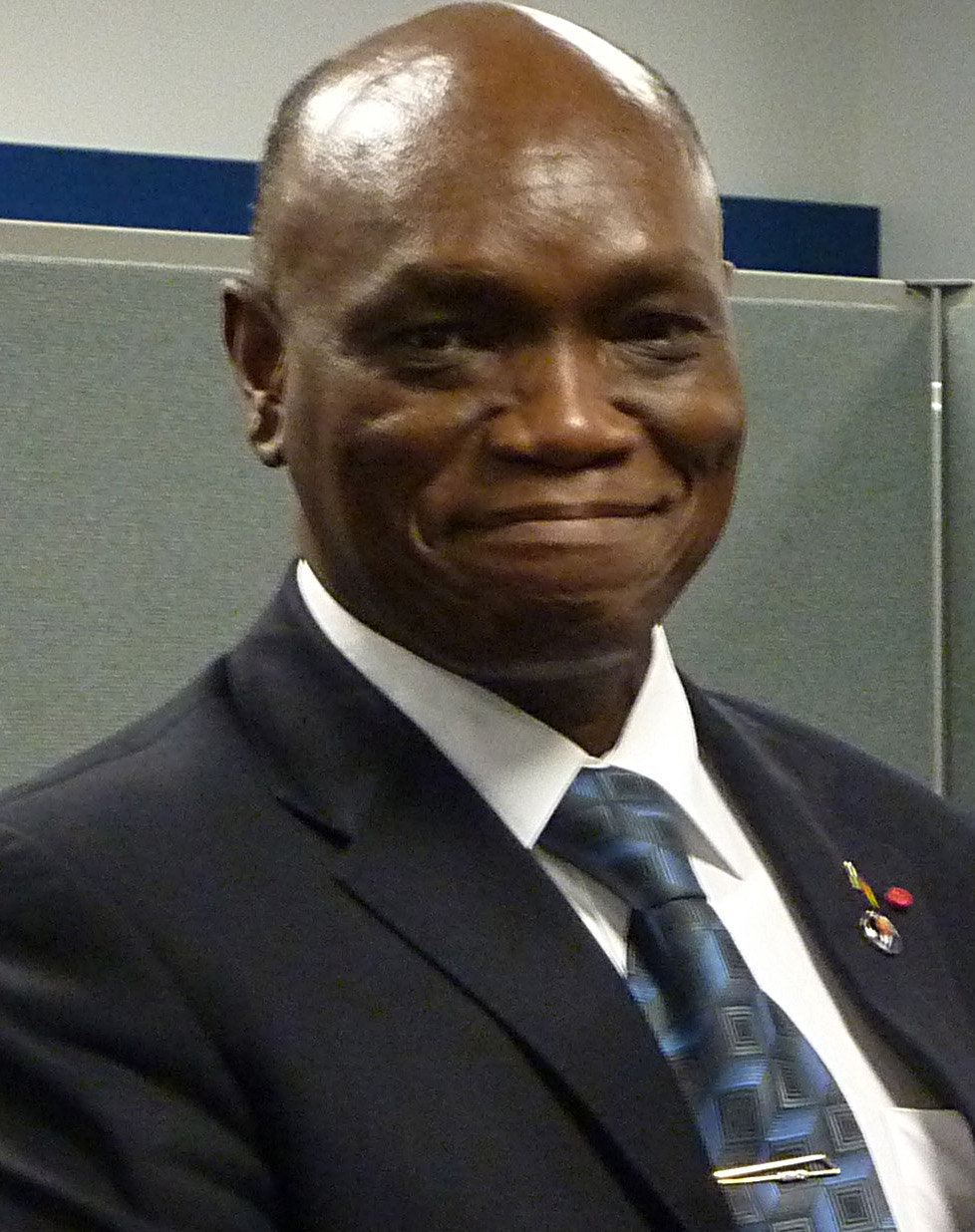
Henri Eyebe Ayissi (2011)

Henri Eyebe Ayissi (* 24. September 1955 in Mbellè, Arrondissement Obala, Département Lekié, Region Centre) ist ein kamerunischer Politiker.

## Biografie
Nach dem Besuch der Katholischen Missionsschule von Obala und dem Erwerb der Hochschulzugangsberechtigung (Baccalauréat) an den Seminarschulen Saint-Joseph d'Akono in Mbalmayo sowie Sainte-Thérese de Mvolye in Yaoundé 1973 begann er ein Studium der Rechts- und Wirtschaftswissenschaften an der Universität Yaoundé, das er 1978 mit dem Lizenziat abschloss. Anschließend begann er seine Promotion zum Doktor im Öffentlichen Recht, die er 1983 abschloss. Darüber hinaus absolvierte er 1981 sowie 1987 ein Postgraduiertenstudium an der Nationalen Schule für Verwaltung und Magistratur (École Nationale d’Administration et de Magistrature).
Seine berufliche Laufbahn begann er im November 1981 als Mitarbeiter der Staatlichen Generalinspektion. Im September 1982 trat er in den Dienst des damaligen Premierministers Paul Biya und war auch unter dessen Nachfolgern Bello Bouba Maigari sowie Luc Ayang bis Februar 1984 Chef des Juristischen Studiendienstes sowie Stellvertretender Direktor für Gesetzgebungs- und Verordnungsangelegenheiten. Zwischen August 1984 und September 1985 war er Leiter der Abteilung für Forschung und Verordnungen im Ministerium für öffentliche Aufgaben, ehe er anschließend bis Januar 1987 Erster Beauftragter für Forschung in der Abteilung für Juristische Angelegenheiten des Ministeriums für Planung und Territorialentwicklung war. Am 7. Januar 1987 erfolgte seine Ernennung zum Sekretär des Ministerrates und damit zu einem der führenden Mitarbeiter von Präsident Paul Biya, der zwischen Januar 1984 und April 1991 de facto auch Premierminister war.
Am 7. Dezember 1990 wurde er von Präsident Biya als Minister für Stadtplanung und Wohnungsbau in die Regierung berufen und behielt dieses Amt auch unter Sadou Hayatou und Simon Achidi Achu, den Nachfolgern Biyas als Premierminister. Dieses Amt verlor er jedoch im Rahmen einer umfangreichen Kabinettsumbildung am 27. November 1992.
1998 wurde er zum Generalinspektor der Dienste des Ministeriums für Höhere Bildung ernannt und danach zum Generalinspektor für Wahlangelegenheiten in Ministerium für Territoriale Verwaltung und Dezentralisierung.
Am 7. September 2007 wurde er nach 15-jähriger Tätigkeit außerhalb der Regierung schließlich als Außenminister in das Kabinett von Ephraim Inoni berufen. Dieses Amt übernahm er auch in der nachfolgenden Regierung von Yang Philemon. Im Zuge einer umfassenden Kabinettsumbildung wurde er am 11. Dezember 2011 von Pierre Moukoko Mbonjo abgelöst.